# J-CAT
J-CAT (Japanese Computerized Adaptive Test) 日本語適応型テスト は
非日本語母語話者の日本語能力を測定するテストである。インターネット上で動作するコンピュータ適応型テストであり、動的に能力が測定される。

## 概要
聴解、文字語彙、文法、読解の4セクションからなる。適応型テストであることから、試験時間は一律ではなく、30分から90分程度の幅がある。問題は文字以外に、音声、静止画によって提示される。
日本語能力試験と同様、非母語話者の一般的な日本語能力の測定を目的としているが、J-CATの開発・運用は日本語能力試験とは関係がない。教育機関のプレースメントテストおよび個人の日本語能力の確認などのために使用される。

## アイテムプール
プレテストの回答データが項目応答理論に基づいて分析され、困難度および識別力の二つのパラメータがアイテム（問題項目）に付与される。パラメータによりアイテムの等化が行われ、アイテムはアイテムプールに格納される。アイテムプールから各受験者の能力に適したアイテムが出題される。

## 成績
各セクション100点満点、合計400点満点で示される。各受験者は受験終了と同時に成績表をダウンロードできる。他のテストと異なり、採点・成績通知のための時間が不要であることが特徴となっている。